# Peniocereus johnstonii
Peniocereus johnstonii ist eine Pflanzenart in der Gattung Peniocereus aus der Familie der Kakteengewächse (Cactaceae). Das Artepitheton johnstonii ehrt den US-amerikanischen Botaniker Ivan Murray Johnston. Spanische Trivialnamen sind „Matraca“, „Pitayita“ und „Saramatraca“.

## Beschreibung
Peniocereus johnstonii wächst strauchig mit spreizklimmenden oder kletternden, kaum verzweigten Trieben und erreicht Wuchshöhen von bis zu 3 Meter. Die großen, fleischigen Wurzeln sind knollenförmig. Die schlanken, zarten Triebe weisen einen Durchmesser von 1 bis 2 Zentimeter auf. Es sind drei bis fünf etwas gewellte Rippen vorhanden. Die Dornen sind braun bis schwarz. Es werden ein bis drei pfriemliche, 4 bis 8 Millimeter lange Mitteldornen sowie acht bis elf Randdornen ausgebildet.
Die duftenden, weißen, trichterförmigen Blüten öffnen sich in der Nacht und sind bis zu 15 Zentimeter lang. Das Perikarpell ist gehöckert und bewollt. Die eiförmigen, roten Früchte sind bis zu 6 Zentimeter lang. Sie sind essbar.

## Verbreitung, Systematik und Gefährdung
Peniocereus johnstonii ist auf der mexikanischen Halbinsel Niederkalifornien und benachbarten Inseln im Golf von Mexiko in Höhenlagen von 0 bis 500 m verbreitet.
Die Erstbeschreibung erfolgte 1922 durch Nathaniel Lord Britton und Joseph Nelson Rose. Ein nomenklatorisches Synonym ist Cereus johnstonii (Britton & Rose) A.Berger (1929).
In der Roten Liste gefährdeter Arten der IUCN wird die Art als „Least Concern (LC)“, d. h. als nicht gefährdet geführt.

## Nachweise